# Schweiziska folkpartiet
Schweiziska folkpartiet (tyska: Schweizerische Volkspartei, SVP, franska: Union Démocratique du Centre, UDC, italienska: Unione Democratica di Centro, UDC, rätoromanska: Partida Populara Svizra, PPS) är ett nationalkonservativt, högerpopulistiskt politiskt parti i Schweiz. 
Schweiziska folkpartiet är det största partiet i Förbundsförsamlingen med 54 ledamöter i Nationalrådet och fem ledamöter i Ständerrådet. I antal medlemmar räknat är partiet landets tredje största.
Toni Brunner är ordförande i SVP/UDC sedan mars 2008.
Partiet bildades den 22 september 1971 genom en sammanslagning av det agrara och landsbygdsbaserade Bauern-, Gewerbe- und Bürgerpartei (BGP) med Graubündens demokratiska parti och Glarus demokratiska parti. Föregångarpartiet BGP hade varit representerat i Förbundsrådet (Schweiz regering) sedan 1929. Schweiziska folkpartiet övertog dess mandat och fick 2003 ytterligare en plats där. Under storföretagaren Christoph Blochers inflytande har partiet genomgått en genomgripande förändring de senaste tjugo åren. Förutom moderniseringen och professionaliseringen av partiapparaten är framför allt nyorienteringen mot högerkanten, som skapat stora spänningar både internt och utåt, slående. Detta eskalerade i samband med regeringsbildningen 2007. När Blocher inte omvaldes som regeringsledamot, uteslöts partidistriktet i Graubünden vilket gav upphov till bildandet av Borgerliga demokratiska partiet (BDP), vars företrädare stannade kvar i regeringen, och Schweiziska folkpartiet fick tillfälligt återgå till opposition. I slutet av 2008 blev åter en schweizisk folkpartist (Ueli Maurer) invald i regeringen.

## Historia

### Överblick
Schweiziska folkpartiet var ursprungligen ett center- och bondeparti, som från 1980-talet omvandlades under den zürichske företagaren Christoph Blochers inofficiella ledning från ett högerborgerligt konservativt till ett högerpopulistiskt massparti. Det positionerar sig i dag tydligt till höger på den politiska skalan och har en kompromisslös retorik, för vilken partiet regelmässigt anklagas för förenkling och populism. Politiska motståndare och utländska medier anklagar det också för att vara extremistiskt, vilket partiet bestämt avfärdar.

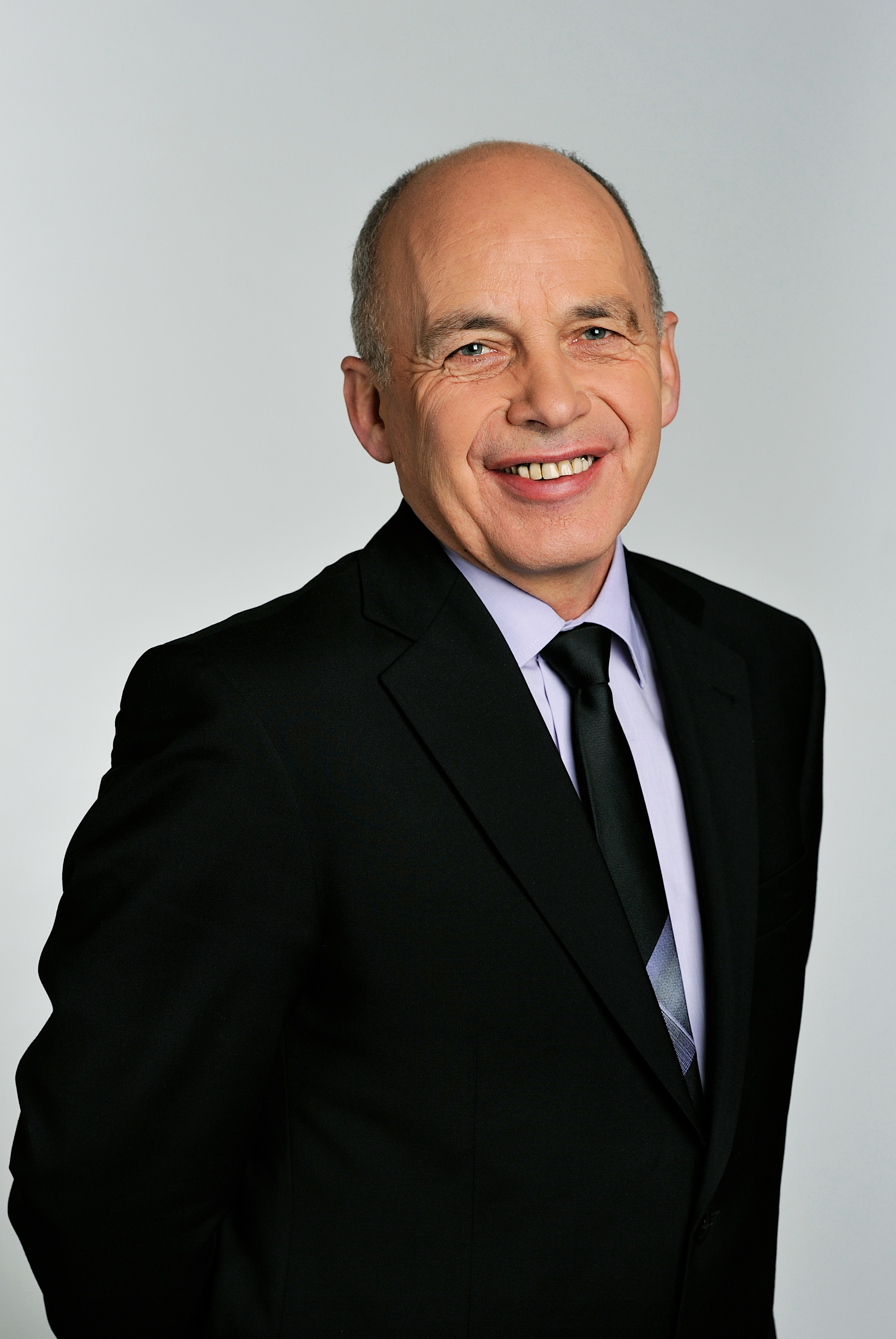
Förbundsråd Ueli Maurer

Länge låg partiet opinionsmässigt på fjärde plats efter de frisinnade, kristdemokraterna och socialdemokraterna. Från 1991 steg emellertid den nationella väljarandelen stadigt och blev i 2003 års allmänna val det starkaste partiet och krävde en andra förbundsrådspost, som Christoph Blocher kom att tillträda. SVP/UDC vederfors en ny valframgång 2007. Efter en av kontroverser präglad första mandatperiod återvaldes Blocher inte av den samfällda förbundsförsamlingen vid omvalet 2007. I hans ställe trädde Eveline Widmer-Schlumpf, som blev partiets första kvinnliga förbundsråd. Detta startade ett händelseförlopp som ledde till att Schweiziska folkpartiet lämnade regeringen 2008. I och med att Ueli Maurer valdes in i regeringen i december 2008 tog dock denna oppositionsfas snart slut.

### Bildande

#### Avgränsning mot liberalismen
Det politiska landskapet i Schweiz efter att landet inrättats som en modern förbundsstat 1848 präglades av de båda partierna från Sonderbundkriget: de segrande liberala krafterna å den ena sidan och de besegrade konservativa krafterna å den andra. Den liberala gruppen – sedermera Schweiz frisinnade demokratiska parti (FDP/PRD/PLR)  – hade absolut majoritet i förbundsförsamlingen och besatt alla platser regeringen. Mot slutet av 1800-talet började processen med att integrera de katolsk-konservativa, senare även socialdemokratiska krafter i regeringssystemet. En milstolpe i utvecklingen var också införandet proportionellt valsätt i tillsättningen av Nationalrådets ledamöter. Därigenom ifrågasattes de frisinnades hegemoni alltmer och inom det frisinnade partiet växte spänningarna. Motsättningar mellan stad och land liksom konflikten mellan bönder och småföretagare å ena sidan och storföretagandet å andra sidan ledde i olika kantoner till utbrytningar och nya partibildningar. De tidigare nämnda partierna som föregick Schweiziska folkpartiet hade denna bakgrund.

#### Bondepartier
Schweiziska folkpartiets historia går tillbaka till 1917, då ett bondeparti bildades i Bern. Snart bildades liknande partier i landets andra kantoner. Tillsammans bildade partierna en federation som 1929 hade vuxit sig tillräckligt stark för att få Rudolf Minger, en av dess ledare, invald i Förbundsrådet, och sedan dess har partiet alltid haft en plats där. Formellt organiserades partiet 1936 som Böndernas, handlarnas och de oberoendes parti (tyska: Bauern-, Gewerbe- und Bürgerpartei, BGB, franska: Parti des Paysans, Artisans et Indépendants, PAI).

#### Demokratiska partiet
Det demokratiska partiet bildades på nationell nivå 1942. Också det var en sammanslutning av flera, delvis sedan länge befintliga kantonala partier. Det gjorde anspråk på att företräda bönder, näringsidkare och representanter för ”fria yrken”. Partiet hade stort stöd i kantonerna Graubünden och Glarus, men även i staden Winterthur (Ecole de Winterthour), där demokraterna dock lät sig upplösas för att gå med i FDP/RDL. Under sin tid som självständigt parti hade det inget mandat i regeringen.

#### Samgåendet
Efter att Demokratiska partiet i kantonen Zürich hade gått upp i FDP/RDL på 1970-talet, slöt sig partisektionerna i Glarus och Graubünden sig samman med BGB/PAI och bildade det Schweiziska folkpartiet den 22 september 1971 (konstituerades 18 december). Därigenom var SVP/PAI aktivt i större delen av det tysktalande Schweiz och definierade sig närmast som mittenparti med socialliberala element. Det ännu i dag brukade franska namnet på partiet, Union démocratique du centre (’Demokratiska centerunionen’), visar på dess ursprungliga inriktning.

### Ställningstagande mot muslimsk kultur och invandring
I maj 2007 tog medlemmar i SVP/UDC och Schweiz federala demokratiska union initiativet till att ändra landets grundlagar för att stoppa byggandet av minareter. De menade att de inte hade något emot muslimer men att uppförandet av minareter gick emot landets sekularism. Ulrich Schüler, medlem i SVP/UDC och den ledande initiativtagaren, förlorade sitt mandat i parlamentet i valet 2007 trots ett stort stöd från sitt parti.
Den 1 augusti 2007 satte SVP/UDC igång en direktreklam-, tidnings- och utomhusreklamkampanj över hela Schweiz för att samla in namnunderskrifter för ett stöd till ”Förbundet folkinitiativ för utvisning av kriminella invandrare”. En teckning föreställande tre vita får på den schweiziska flaggan sparkar ut ett svart får. Bildtexten var: ”Ger säkerhet”. Kommunfullmäktige i Genève förbjöd utomhuskampanjen, och många av de uppsatta affischerna hade redan förstörts eller tagits ner. Av de utskickade broschyrerna i direktreklamen med betalt returporto skickades många tillbaka (utan namnunderskrifter), vilket ledde till stora förluster för organisatörerna.
Minaretfrågan återkom i en kampanj som startades i juli 2008, och som syftade till att samla in tillräckligt många namnunderskrifter för att få till stånd en folkomröstning om förbud mot minareter via ett folkinitiativ. Partiet lyckades samla in de nödvändiga 100 000 underskrifterna vilket ledde till en folkomröstning den 29 november 2009 som resulterade i att Schweiz förbjöd nya minareter att byggas.

### Splittringen 2008
Det schweiziska regeringssystemet är baserat på en muntlig överenskommelse som baserar sig på ömsesidigt förtroende kallad ”Zauberformel” (’trollformeln’), där de sju platserna i Förbundsrådet fördelas mellan de större partierna i enlighet med resultatet i det senaste allmänna valet. Schweiziska folkpartiet har deltagit i denna regeringskoalition sedan 1929, och på grund av partiets växande popularitet, erhöll de 2003 ytterligare en förbundsrådsledamot. Platsen besattes av Christoph Blocher, mannen som hade stor del i partiets stora väljarstöd.
Valet i november 2007 befäste SVP/UDC som Schweiz största parti. En kontroversiell och polariserande valkampanj, med bland annat en vädjan till väljarnas önskan att stärka Blocher mot påstådda försök att driva bort honom från regeringen, ledde till att SVP/UDC fick den största andelen röster av alla partier i det nationella valet sedan 1919: 62 av de 200 platserna i parlamentets underhus (Nationalrådet).
För att utnyttja splittringen i Schweiziska folkpartiet mellan den Blochertrogna högern och de mer moderata mittenmedlemmarna, nominerade Blocherkritiska parlamentsledamöter den moderata SVP/UDC-parlamentarikern Eveline Widmer-Schlumpf att utmana om platsen i regeringen som Blocher förväntades behålla. Widmer-Schlumpf valdes till att arbeta som vice minister vid sidan av sin lika moderata kollega, Samuel Schmid. Dittills hade det endast inträffat tre gånger att en sittande förbundsrådsledamot mot sin vilja inte blivit återvald.
Upprörda över vad de ansåg vara en uteslutning från Förbundsrådet, trots att de fått flest röster i valet, röstade 60 stycken av SVP/UDC:s 62 nationalrådsledamöter för att utesluta Schmid och Widmer-Schlumpf från partigruppen i Förbundsförsamlingen, och fortsättningsvis verka som ett oppositionsparti i parlamentet. Schmid och Widmer-Schlumpf fortsatte dock vara medlemmar i SVP/UDC (de tilläts dock inte närvara vid partigruppens möten). Några SVP/UDC-politiker krävde att Schmid och Widmer-Schlumpf skulle uteslutas ur partiet. I det schweiziska partisystemet är personer medlemmar i respektive kantonparti vilket i sin tur är medlem i det rikstäckande partiet. Uteslutandet ska skötas av kantonpartiet, vilka Schmids och Widmer-Schlumpfs partier i Bern och Graubünden vägrade att göra.
Den 1 juni 2008 beslutade rikspartiet att utesluta Graubündensektionen till följd av dess kontinuerliga understödjande av Widmer-Schlumpf. Parlamentarikerna från SVP Graubünden bestämde den 16 juni att grunda det första kantonpartiet av Schweiz borgerliga demokratiska parti, som bildades på nationell nivå den 1 november.

## Valresultat

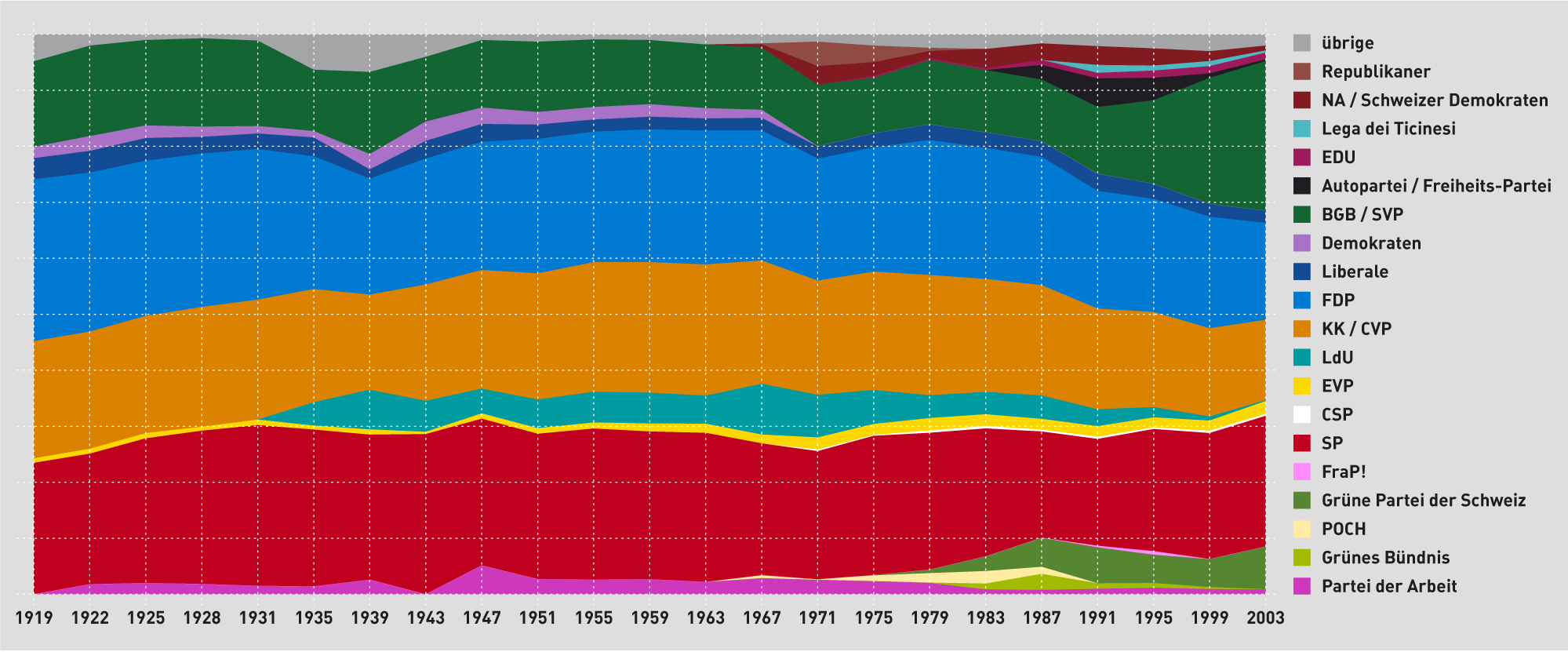
Väljarstöd i allmänna val 1919–2003. SVP (BGB fram till 1971, i mörkgrönt) tog 1999 ett stort antal röster från de högerextrema Schweizdemokraterna och Schweiziska frihetspartiet, vilka hade sina största framgångar 1991.

Från 1930-talet och fram till 1980-talet fick Schweiziska folkpartiet mellan 10 och 15 procent av rösterna, som till största delen kom från landets bönder. 
Under 1990-talet ändrade SVP/UDC kurs mot en kombination av nationalistisk populism och nyliberalism. Partiet har vunnit mycket stöd av denna förändring, de nya väljarna har främst kommit från extremhögern och de större mittenpartierna. Från att ha fått 12 procent av rösterna i valet 1991, fick de i valet 2007 29 procent av rösterna. Framgångarna ledde till en polarisering inom vänstern, vilket stärkte speciellt Schweiz gröna parti.
I valet 2003, då de blev det största partiet i Förbundsförsamlingen, hotade de med att ansluta sig till oppositionen om de inte fick ytterligare en plats i Förbundsrådet på kristdemokraternas bekostnad. Till slut röstades Christoph Blocher in i rådet; han ersatte Ruth Metzler-Arnold.
År 2003 hade partiet 55 av 200 platser i Nationalrådet (den lägre kammaren i Schweiz parlament Förbundsförsamlingen), 8 av 46 platser i den övre kammaren (Ständerrådet) samt två av sju platser i Förbundsrådet.
År 2005 hade de 23,3 procent av stolarna i Schweiz kantonparlament, men endast 15,8 procent av platserna i Schweiz kantonregeringar (uppgifter från ”BADAC”-index, där man mätt efter folkmängd och antal mandat). En trolig förklaring till den stora skillnaden är att många av medlemmarna i kantonernas partisektioner är unga och därför underrepresenterade bland de mer erfarna politikerna som oftast är i majoritet i regeringar.
Från 27 procent i valet 2003 till 29 procent i valet 2007, (62 av 200 mandat) slog de frisinnades rekord från 1919 i antal platser. En annan viktig händelse i 2007 års val var att det högerextrema, nationalistiska Schweizdemokraterna förlorade sitt sista mandat i parlamentet; nästan alla deras väljare hade istället gått över till Schweiziska folkpartiet.
SVP/UDC har alltid haft starkast stöd i de tysktalande delarna av Schweiz, men sedan år 2000 har stödet även vuxit i de fransktalande delarna. 2007 hade partiet starkast stöd i Thurgau och Schwyz (båda över 40 procent) och svagast i Fribourg, Valais och Ticino.
Efter två årtionden med stigande andel av väljarkåren tvingades Schweiziska folkpartiet för första gången notera förlustsiffror i 2011 års allmänna val. Både i Nationalrådet och Ständerrådet förlorade partiet flera mandat. I kontrast till partiets mål om att vinna 30 procent av rösterna sjönk väljarstödet med 2,3 procentenheter och partiet förlorade åtta platser i Nationalrådet.

### Notförteckning
1. 1 2  Broschyr: Der Bund kurz erklärt 2011 Arkiverad 24 januari 2012 hämtat från the Wayback Machine. (PDF), s. 18. Schweiz regeringskansli
2. ↑  Skenderovic (2009). Sidorna: 124, 131, 156, 168.
3. ↑  Skenderovic (2009). Sidorna: 9, 123–172
4. ↑  Mazzoleni, Oskar (2007), ”The Swiss People's Party and the Foreign and Security Policy Since the 1990s”, Europe for the Europeans: The Foreign and Security Policy of the Populist Radical Right (Ashgate):  s. 223, http://books.google.co.uk/books?id=jXR5GzqvmyYC&pg=PA223&dq=swiss+people%27s+party+right-wing+populist&hl=en&sa=X&ei=yllrT6WEIdGChQe2_NiKBw&ved=0CDUQ6AEwAA#v=onepage&q=swiss%20people%27s%20party%20right-wing%20populist&f=false
5. ↑  Luzerner Zeitung vom 30. September 1995, S. 19: „Ohne Blocher läuft fast gar nichts…“; Hanspeter Kriesi et. al., 2005. Der Aufstieg der SVP, Zürich: Verlag NZZ, ISBN 978-3-03-823186-8, S.270: „Die Einbindung Christoph Blochers, der zentralen Symbolfigur der Partei…“
6. ↑  Neue Zürcher Zeitung söndagen den 9 september 2007
7. ↑  Switzerland: Europe's heart of darkness? Arkiverad 9 oktober 2007 hämtat från the Wayback Machine., The Independent, 7 september 2007.
8. ↑  Schweiziska folkpartiets presstjänst 17 september 2007[död länk]
9. ↑  ”Bächtiger Heinz: Ecole de Winterthour. In: Glossar Winterthur”. Arkiverad från originalet den 26 februari 2014. https://web.archive.org/web/20140226194432/http://www.winterthur-glossar.ch/app/default/pub/fw.action/article?ce_id=8&ce_name=Event. Läst 6 december 2011.
10. ↑  Kriesi et al., 2005, S.64
11. ↑  Imogen Foulkes (29 maj 2007). ”Swiss move to ban minarets”. BBC. http://news.bbc.co.uk/1/hi/world/europe/6676271.stm.
12. ↑  Svenska Dagbladet
13. ↑  ”Die Bürgerliche Partei Schweiz (BPS) entsteht”. NZZ. 16 juni 2008. http://www.nzz.ch/nachrichten/schweiz/svp_graubuenden_neuer_name_1.760865.html.
14. ↑  ”Swiss Right in Political Avalanche” (på English). BBC News. 20 oktober 2003. http://news.bbc.co.uk/2/hi/europe/3204412.stm. Läst 10 januari 2008.
15. ↑  ”Nationalratswahlen Übersicht Schweiz 2007” (på German). Bundesamt für Statistik. 22 oktober 2007. http://www.politik-stat.ch/nrw2007CH_de.html. Läst 10 januari 2008.
16. ↑  http://www.parlament.ch/homepage/in-statistiken-tabellen/in-st-staerke-der-fraktionen-nach-kantonen.htm
17. 1 2  ”Nationalratswahlen: Stärke der Parteien” (XLS). Statistisches Lexikon der Schweiz. Bundesamt für Statistik. 23 november 2011. Arkiverad från originalet den 27 februari 2014. https://web.archive.org/web/20140227194959/http://www.bfs.admin.ch/bfs/portal/de/index/infothek/lexikon/lex/0.Document.21769.xls. Läst 28 november 2011.
18. ↑  ”SVP für die Wahlen in 101 Tagen gerüstet”. Website der SVP Schweiz. 14 juli 2011. Arkiverad från originalet den 20 augusti 2011. https://web.archive.org/web/20110820095759/http://www.svp.ch/g3.cms/s_page/80730/s_name/newsschlagzeile/newsContractor_id/207/newsID/2588/newsContractor_year/2011. Läst 27 november 2011.

### Källförteckning
- Skenderovic, Damir (2009). The radical right in Switzerland: continuity and change, 1945-2000. Berghahn Books. ISBN 9781845455804. http://books.google.com/books?id=wP7-a7NC0mkC&dq